# Serguei Antipov
Serguei Antipov (1953-2018) fue un deportista soviético que compitió en piragüismo en la modalidad de aguas tranquilas. Ganó una medalla de plata en el Campeonato Mundial de Piragüismo de 1977, en la prueba de C1 1000 m.

## Palmarés internacional
| Campeonato Mundial | Campeonato Mundial | Campeonato Mundial | Campeonato Mundial |
| Año                | Lugar              | Medalla            | Competición        |
| ------------------ | ------------------ | ------------------ | ------------------ |
| 1977               | Sofía (Bulgaria)   | Medalla de plata   | C1 1000 m          |